# Дятлов, Игнатий Семёнович
Игнатий Семёнович Дя́тлов (12 января 1925 — 31 июля 1999) — командир стрелкового взвода, Герой Советского Союза.

## Биография
Дятлов Игнатий Семёнович родился 12 января 1925 года в с. Старобелокатай (ныне — Белокатайского района Башкирии).
Окончил Старобелокатайскую семилетнюю школу. После школы работал в колхозе. Отец, Семён Васильевич, в октябре 1942 года погиб в Сталинградской битве на Волге.
В Красную Армию Игнатий Семёнович был призван Белокатайским райвоенкоматом Башкирской АССР 20 января 1943 года. В 1944 году он окончил ускоренный курс Горьковского военного пехотного училища. Командовал взводом 1239-го стрелкового полка на 2-м Украинском фронте. В августе 1944 г. Игнатий Семенович в бою был ранен, из госпиталя опять вернулся в свой полк. Воевал в Румынии, Польше. Войну закончил на территории Германии.
Уволен в запас в 1953 году.
Место работы: военрук в школе, мастер на заводе пищевой промышленности в г. Златоусте, товаровед швейной фабрики в г. Славуте (Украина).
В 1967 году Игнатий Семёнович окончил школу рабочей молодёжи, в 1973 году — Казанский государственный университет. Работал заместителем директора фабрики спортивных изделий в Уфе. С 1971 года работал товароведом Дома моды в Уфе, начальником отдела снабжения швейной фабрики, начальником отдела снабжения треста «Ремстройдормаш».
Скончался 31 июля 1999 году в Уфе. Похоронен в д. Юматово Уфимского района.

## Подвиг
«12 января 1945 года была прорвана оборона противника на Сандомирском плацдарме. Войска 1-го Украинского фронта вышли к реке Одер. Фашистские войска заблаговременно создали оборону на западном берегу Одера, пытаясь здесь остановить наше стремительное наступление. Начались бои за овладение плацдармом.
Командование 1239-го стр. полка решило в ночь с 24 на 25 января в районе деревни Ланге форсировать реку Одер и захватить плацдарм на её западном берегу.
Настоящий патриотизм показал в этом бою лейтенант Дятлов. Несмотря на сильный ружейно-пулемётный огонь противника, он воодушевил бойцов на выполнение боевого задания. Сам он в числе первых ворвался в траншеи противника на западном берегу Одера. Стремительным ударом советских бойцов гитлеровцы были выбиты из траншей. На рассвете разгорелся жестокий бой. Противник силою до двух рот пехоты и четырёх танков пошёл в контрнаступление. Но взвод Дятлова не дрогнул. В этом бою было уничтожено около взвода немецких солдат, три пулемётные точки и подбито два танка. Враг начал отход. Этим самым было обеспечено форсирование Одера другими подразделениями 1239-го стр. полка».
«Затем лейтенант Дятлов И. С. и его взвод вместе с другими подразделениями 1239-го стр. полка в период с 25 января по 2 февраля вели ожесточенные бои по расширению плацдарма: заняли д. Юнгфернзее, отбивали многочисленные контратаки противника, расширили и удержали плацдарм».
10 апреля 1945 года за успешное форсирование реки Одер, умелые действия по захвату и удержанию плацдарма на её западном берегу лейтенанту Дятлову И. С. было присвоено звание Героя Советского Союза.

## Награды
- Герой Советского Союза, медаль «Золотая Звезда» (№ 6514)[2][3].
- Орден Ленина.
- Орден Отечественной войны I степени (06.04.1985)[4].

## Память
На здании Старобелокатайской средней школы установлена мемориальная доска в честь героя.
Именем Героя названа улица села Старобелокатай.
Учреждены переходящие кубки по волейболу имени И. С. Дятлова, разыгрываемые ежегодно сельскими командами.